# NHJ G
Die Lokomotiven der norwegische Dampflokomotivbaureihe NHJ G  wurden 1901 mit den Baunummern 1334 und 1335 von der Schweizerischen Lokomotiv- und Maschinenfabrik durch die Norsk Hoved-Jernbane (NHJ) beschafft.
Durch die am 4. März 1926 erfolgte Übernahme der NHJ als Oslo distrikt in die Norges Statsbaner (NSB), die staatliche Bahngesellschaft in Norwegen, kamen die Lokomotiven in deren Bestand.
Die Baureihe bestand aus zwei Lokomotiven, die vor allem für Reisezüge verwendet wurden.

## Einsatz bei Norsk Hoved-Jernbane
Bereits Mitte der 1860er Jahre arbeiteten NHJ und NSB eng zusammen und ordneten ihre Normalspurlokomotiven in einem gemeinsamen Nummernsystem ein. Daher mussten bei der 1926 erfolgten Übernahme der Lokomotiven durch NSB keine Nummern geändert werden.
Die Bestellung der beiden Lokomotiven in der Schweiz erfolgte am 28. Juli 1899, die Lieferung erfolgte am 15. Februar 1901. Wenige Tage später wurden die Lokomotiven dem Betriebsdienst übergeben.

## NHJ F"
Um 1900 begannen NSB und NHJ, ihre Lokomotiven zu klassifizieren. NSB wählte Zahlen, während NHJ Buchstaben zur Bezeichnungen der Baureihen wählten.
Bei der 1923 erneut durchgeführten Baureihenvergabe wurden die Lokomotiven der bisherigen Baureihe NHJ G in NHJ F" umbenannt.

## NSB Type 41a
Bei der Übernahme durch NSB erhielt die Baureihe 1926 die neue Baureihenbezeichnung NSB 41a. Beide Lokomotiven verblieben im Distrikt Oslo.

## NSB Type 41b / NSB Type 41a (b)
Im Laufe des Einsatzes bei den NSB wurden beide Lokomotiven mit einem zweiachsigen Tender ausgerüstet, der 3,5 Tonnen Kohle fasste und 13 Tonnen wog. Derartige Änderungen haben in Norwegen eine Änderung der Typbezeichnung zur Folge. Zuerst war angedacht, die Serie als NSB Type 41b zu bezeichnen. Geführt wurde sie dann jedoch unter der Bezeichnung  NSB Type 41a (b).

## Einsatz und Verbleib
Nr. 93 wurde 1947 abgestellt und am 25. Oktober 1950 ausgemustert. Als Abstelltermin für die Nr. 94 wird April 1953 genannt, die Ausmusterung erfolgte am 7. Juli 1953. Beide Lokomotiven wurden verschrottet.